# ویلیام اف. نولند
ویلیام اف. نولند (به انگلیسی: William F. Knowland) سناتور سابق عضو جمهوری‌خواه بود. وی در سال ۱۹۴۵ تا ۱۹۵۹ میلادی سناتور ایالت کالیفرنیا در سنای ایالات متحده آمریکا بود.